# 1996 год в боксе
1996 год в боксе.

## Любительская карьера

### Олимпийские игры
| Категория | Золото                                                  | Серебро                     | Бронза                       | Бронза                       |
| 47 кг     | Даниэль Божилов, Болгария                               | Мансуэто Веласко, Филиппины | Олег Кирюхин, Украина        | Рафаэль Лосано, Испания      |
| 51 кг     | Маикро Ромеро, Куба                                     | Булат Джумадилов, Казахстан | Альберт Пакеев, Россия       | Золтан Лунка, Германия       |
| 54 кг     | Иштван Ковач, Венгрия                                   | Арландо Меса, Куба          | Раимкуль Малахбеков, Россия  | Винчайрачанон Хадро, Таиланд |
| 57 кг     | Сомлук Камсинг, Таиланд                                 | Серафим Тодоров, Болгария   | Пабло Хулио Чакон, Аргентина | Флойд Мейвезер, США          |
| 60 кг     | Хосин Солтани, Алжир                                    | Тончо Тончев, Болгария      | Терренс Каутен, США          | Леонард Дорофтей, Румыния    |
| 63,5 кг   | Эктор Винент, Куба                                      | Октай Уркал, Германия       | Болат Ниязымбетов, Казахстан | Фатхи Миссауи, Тунис         |
| 67 кг     | Олег Саитов, Россия                                     | Хуан Эрнандес, Куба         | Даниэль Сантос, Пуэрто-Рико  | Мариан Симион, Румыния       |
| 71 кг     | Давид Рэйд, США                                         | Альфредо Дувергель, Куба    | Ермахан Ибраимов, Казахстан  | Карим Туляганов, Узбекистан  |
| 75 кг     | Ариэль Эрнандес, Куба                                   | Майлик Бейлероглу, Турция   | Мохаммед Бахари, Алжир       | Рхоши Уэллс, США             |
| 81 кг     | Василий Жиров, Казахстан награждён Кубком Вэла Баркера. | Сёнг Ба Ли, Южная Корея     | Томас Ульрих, Германия       | Антонио Тарвер, США          |
| 91 кг     | Феликс Савон, Куба                                      | Дэвид Дефиагбон, Канада     | Нат Джонс, США               | Луан Красники, Германия      |
| св. 91 кг | Владимир Кличко, Украина                                | Паэа Вольфграм, Тонга       | Алексей Лезин, Россия        | Дункан Докивари, Нигерия     |

### Чемпионат Европы
Чемпионат Европы по боксу 1996 года прошёл в Вайле, Дания с 30 марта по 7 апреля. Это был 31 чемпионат.
| Весовая категория            | Золото                   | Серебро                        | Бронза                                                 |
| ---------------------------- | ------------------------ | ------------------------------ | ------------------------------------------------------ |
| Минимальный вес (— 48 кг)    | Даниэль Петров Болгария  | Олег Кирюхин Украина           | Сабин Борней Румыния Рафаэль Лосано Испания            |
| Наилегчайший вес (— 51 кг)   | Альберт Пакеев Россия    | Юлиан Строгов Болгария         | Дамаен Келли Ирландия Сергей Ковганко Украина          |
| Легчайший вес (— 54 кг)      | Иштван Ковач Венгрия     | Раимкуль Малахбеков Россия     | Александр Христов Болгария Йон Ларби Швеция            |
| Полулёгкий вес (— 57 кг)     | Рамаз Палиани Россия     | Серафим Тодоров Болгария       | Скотт Харрисон Шотландия Дэвид Бурке Англия            |
| Лёгкий вес (— 60 кг)         | Леонард Дорофтей Румыния | Тончо Тончев Болгария          | Vahdettin Issever Турция Christian Giantomassi Италия  |
| Полусредний вес (— 63.5 кг)  | Октай Уркал Германия     | Нурхан Сулейманоглу Турция     | Радослав Суслеков Болгария Сергей Быковский Белоруссия |
| Первый средний вес (— 67 кг) | Эл Хассан Дания          | Мариан Симеон Румыния          | Сергей Дзинзирук Украина Олег Саитов Россия            |
| Средний вес (- 71 кг)        | Francisc Vastag Румыния  | Маркус Бейер Германия          | Павол Полакович Чехия Дьёрд Мижей Венгрия              |
| Второй средний вес (— 75 кг) | Свен Оттке Германия      | Жолт Эрдеи Венгрия             | ] Жан-Поль Менди Франция Александр Лебзяк Россия       |
| Полутяжёлый вес (— 81 кг)    | Пьетро Аурино Италия     | ] Jean-Louis Mandengue Франция | Дмитрий Выборнов Россия Юсуф Озтюрк Турция             |
| Первый тяжёлый вес (— 91 кг) | Луан Красники Германия   | ] Кристоф Менди Франция        | Войцех Бартник Польша Квамена Тюрксон Швеция           |
| Супертяжёлый вес (+ 91 кг)   | Алексей Лезин Россия     | Владимир Кличко Украина        | Рене Монсе Германия Аттила Левин Швеция                |

## Профессиональный бокс

### Тяжёлый вес
- 16 марта  Майк Тайсон нокаутировал TKO3  Фрэнка Бруно и стал чемпионом мира по версии WBC.
- Позже Тайсон был лишён титула за отказ от встречи с  Ленноксом Льюисом.
- 22 июня  Майкл Мурер спорно SD победил  Акселя Шульца, в бою за вакантный титул чемпиона мира по версии IBF.
- 29 июня  Генри Акинванде нокаутировал  Джереми Уильямса, и завоевал вакантный титул чемпиона мира по версии WBO.
- 7 сентября  Майк Тайсон нокаутировал TKO1  Брюса Селдона и стал чемпионом мира по версии WBA.
- 9 ноября состоялся поединок между  Эвандером Холифилдом и  Майком Тайсоном. Холифилд победил TKO11 и выиграл титул WBA.